# FC Erzgebirge Aue
Maillots
Actualités
Le FC Erzgebirge Aue est un club allemand de football évoluant en 3. Liga et basé à Aue.

## Repères Historiques
- 1945 : fondation du club sous le nom de BSG Pneumatik Aue
- 1949 : le club est renommé Zentra Wismut Aue
- 1951 : le club est renommé SC Wismut Aue
- 1951 : 1re participation au championnat de 1re division d'Allemagne de l'Est
- 1954 : le club est renommé SC Wismut Karl-Marx-Stadt
- 1957 : 1re participation à une coupe d'Europe (C1) (saison 1957/58)
- 1963 : le club est renommé BSG Wismut Aue
- 1990 : le club est renommé FC Wismut Aue
- 1993 : le club est renommé FC Erzgebirge Aue

## Histoire

### Domination en Allemagne de l'Est
Le club est fondé en 1945 sous le nom de SG Aue et, le 1er novembre 1948, BSG Pneumatik Aue est devenu BSG Pneumatik Aue sous le parrainage de l'usine locale d'outillage de construction. Les changements de parrainage ont conduit à un changement de nom pour Zentra Wismut Aue en 1949, puis simplement à SC Wismut Aue en 1951. Le club s'est bien comporté, passant de la troisième et deuxième division à la DDR-Oberliga en 1951. BSG termine vice-champions national en 1953 en s'inclinant en finale face au Dynamo Dresde par un score de 2-3.
En 1954, le gouvernement est-allemand décide que la ville voisine de Chemnitz, récemment rebaptisée Karl-Marx-Stadt, mérite une équipe de qualité et, bien que l'équipe n'ait jamais été déplacée, elle est rebaptisée SC Wismut Karl-Marx-Stadt. C'est à cette époque que le club est devenu dominant dans le football est-allemand. Il remporte la Coupe d'Allemagne de l'Est en 1955, puis quatre titres nationaux en 1955, 1956, 1957 et 1959. Il joue également pour la Coupe d'Allemagne de l'Est 1959, mais perd 2 à 3 lors d'une revanche contre le Dynamo Berlin après que les clubs aient fait match nul 0-0 lors du premier match. Ces succès ont conduit Aue à participer à la Coupe d'Europe des clubs champions en 1958, 1959 et 1961.

### En DDR-Oberliga jusqu'au bout
En 1963, Karl-Marx-Stadt a sa propre équipe et l'équipe d'Aue retrouve son identité en tant que BSG Wismut Aue. Le club continue à connaître un succès modeste en restant dans le top-tier DDR-Oberliga, et, bien qu'il n'ait pas gagné un autre championnat, il détient le record du plus grand nombre de matches joués par n'importe quelle équipe de cette ligue. En trente-huit ans, Aue a disputé plus de matches (1 019 matches) que n'importe quelle autre équipe d'Allemagne de l'Est. Juste derrière eux, Rot-Weiß Erfurt a disputé 1 001 matchs.
Aue a également participé à la Coupe de l'UEFA en 1985 et 1987, en s'inclinant au premier tour contre Dnipro Dnipropetrovsk lors de leur première apparition et au deuxième tour contre l'équipe albanaise Flamurtari Vlorë lors de leur deuxième participation. Après la réunification allemande en 1990, le club est rebaptisé FC Wismut Aue avant de prendre son nom actuel, FC Erzgebirge Aue en 1993. "Erzgebirge", du nom de la région montagneuse des Monts Métallifères où est située la ville. Aue a été relégué au DDR-Liga Staffel B au cours de la saison 1989-90, de sorte qu'il a été admis au NOFV-Oberliga Süd, qui était le quatrième niveau de la ligue allemande entre 1991-08, au cours de la saison 1991-92.

### Depuis la réunification
Dans les ligues de football de l'Allemagne nouvellement réunie, Aue commence à jouer en NOFV-Oberliga Süd (IV). Avec la création de la Regionalliga Nordost (III) en 1994, le club se qualifie pour la nouvelle ligue. Le club est promu en Régionalliga Nord en 2000, et après un surprenant titre de champion en 2003, il monte en 2. Bundesliga, où il réalise des performances de milieu de tableau lors de ses trois premières saisons, mais descend finalement en 3e division en 2008.
Aue est devenu partie intégrante de la nouvelle 3. Liga lors de la saison 2008. Il termine deuxième de la ligue lors de sa deuxième saison, ce qui lui a permis d'être promu en 2. Bundesliga. Après une cinquième place lors de sa première saison, le club lutte contre la relégation, terminant chaque saison dans le tiers inférieur du tableau.
Aue fait sa première apparition dans le DFB-Pokal, la Coupe d'Allemagne, en 1992 et y participe régulièrement depuis 2001. Ils n'ont réussi à se qualifier pour le deuxième tour qu'à deux reprises.

## Entraîneurs
| Rang | Pays | Nom                           | Période                         |    | Rang | Pays                                   | Nom                                 | Période                |
| ---- | ---- | ----------------------------- | ------------------------------- | -- | ---- | -------------------------------------- | ----------------------------------- | ---------------------- |
| 1    |      | Kurt Gogsch                   | 1946 - 1950                     |    | 31   |                                        | Falko Götz                          | avr. 2013 - sept. 2014 |
| 2    |      | Walter Fritzsch               | 1950 - 1952                     | 32 |      | Tomislav Stipic                        | sept. 2014 - mai. 2015              |                        |
| 3    |      | Karl Dittes                   | 1952 - 1955                     | 33 |      | Pavel Dotchev                          | juil. 2015 - fév. 2017              |                        |
| 4    |      | Fritz Gödicke                 | 1955 - 1958                     | 34 |      | Robin Lenk (Intérim)                   | fév. 2017 - mars 2017               |                        |
| 5    |      | Gerhard Hofmann               | 1958- 1960                      | 35 |      | Domenico Tedesco                       | mars 2017 - juin. 2017              |                        |
| 6    |      | Manfred Fuchs                 | 1960 - 1962                     | 36 |      | Thomas Letsch                          | juil. 2017 - août 2017              |                        |
| 7    |      | Armin Günther                 | 1962 - 1965                     | 37 |      | Robin Lenk (Intérim)                   | août 2017 - sept. 2017              |                        |
| 8    |      | Bringfried Mïller             | 1965 - 1967                     | 38 |      | Hannes Drews                           | sept. 2017 - juin. 2018             |                        |
| 9    |      | Gerhard Hofmann               | 1967 - 1971                     | 39 |      | Daniel Meyer                           | juil. 2018 - août 2019              |                        |
| 10   |      | Bringfried Müller             | 1971 - 1977                     | 40 |      | André Meyer (Intérim)                  | juil. 2019 - août 2019              |                        |
| 11   |      | Manfred Fuchs                 | 1977 - 1981                     | 41 |      | Marc Hensel (Intérim)                  | août 2019 - août 2019               |                        |
| 12   |      | Hans-Ulrich Thomale           | 1981 - 1985                     | 42 |      | Dirk Schuster                          | août 2019 - mai 2021                |                        |
| 13   |      | Harald Fischer                | 1985 - oct. 1985                | 43 |      | Marc Hensel (Intérim)                  | mai 2021 - juin 2021                |                        |
| 14   |      | Konrad Schaller               | oct. 1985 - déc. 1985           | 44 |      | Aleksey Shpilevski                     | juil. 2021 - sept. 2021             |                        |
| 15   |      | Hans-Joachim Speth            | jan. 1986 - avr. 1988           | 45 |      | Marc Hensel (Intérim)                  | sept. 2021 - oct. 2021              |                        |
| 16   |      | Jürgen Escher (Intérim)       | avr. 1988 - juin 1988           | 46 |      | Carsten Müller & Marc Hensel (Intérim) | oct. 2021 - oct. 2021               |                        |
| 17   |      | Ulrich Schulze                | juil. 1988 - nov. 1989          | 47 |      | Pavel Dotchev (Intérim)                | nov. 2021 - nov. 2021               |                        |
| 18   |      | Jürgen Escher                 | jan. 1990 - nov. 1990           | 48 |      | Pavel Dotchev                          | nov. 2021 - juin 2022               |                        |
| 19   |      | Klaus Toppmöller              | nov. 1990 - juin. 1991          | 49 |      | Timo Rost                              | juil. 2022 - sept. 2022             |                        |
| 20   |      | Heinz Eisengrein              | juil. 1991 - mars. 1992         | 50 |      | Carsten Müller (Intérim)               | sept. 2022 - déc. 2022              |                        |
| 21   |      | Andreas Langer                | mars 1992 - mars 1992 (Intérim) | 51 |      | Pavel Dotchev                          | 7 décembre 2022 - 1er décembre 2024 |                        |
| 22   |      | Lutz Lindemann                | avr. 1992 - juin 1995           |    |      |                                        |                                     |                        |
| 23   |      | Ralf Minge                    | juil. 1995 - avr. 1996          |    |      |                                        |                                     |                        |
| 24   |      | Lutz Lindemann                | avr. 1996 - juin 1998           |    |      |                                        |                                     |                        |
| 25   |      | Frank Lieberam                | juil 1998 - mars 1999           |    |      |                                        |                                     |                        |
| 26   |      | Lutz Lindemann & Holger Erler | mars 1999 - juin 1999           |    |      |                                        |                                     |                        |
| 27   |      | Gerd Schädlich                | juil. 1999 - déc. 2007          |    |      |                                        |                                     |                        |
| 28   |      | Roland Seitz                  | janv. 2008 - avr. 2008          |    |      |                                        |                                     |                        |
| 29   |      | Rico Schmitt                  | avr. 2008 - fév. 2012           |    |      |                                        |                                     |                        |
| 30   |      | Karsten Baumann               | fév. 2012 - avr. 2013           |    |      |                                        |                                     |                        |

## Anciens joueurs
- Dieter Erler
- Manfred Kaiser
- Mišo Brečko
- Andrzej Juskowiak
- Nikolce Noveski
- Adam Petrouš
- Dimitar Rangelov
- Vits Rimkus
- David Siradze
- Ervin Skela

## Palmarès
- Champion de RDA : 1955, 1956, 1957, 1959
- Vice-champion de RDA : 1952, 1955
- Coupe de RDA de football : 1955